# ولسوالی دشت قلعه
ولسوالی دشت قلعه یکی از سرسبزترین و حاصلخیزترین ولسوالی‌های ولایت تخار می‌باشد. دشت قلعه با داشتن موقعیت بسیار خوب جغرافیایی دارای مناظر طبیعی زیبا و دریاهای خروشان می‌باشد.

## مردم
بیشتر مردم ولسوالی دشت قلعه را ازبک‌ها و تاجیک‌ها وچهار قریه را (قوم عرب) تشکیل می‌دهند، اما اقلیت کوچکی از پشتون‌ها هم در این ولسوالی زندگی می‌کنند.

## دریاها
آمودریا و دریای کوکچه دریاهای مشهوری هستند که از این ولسوالی عبور می‌نمایند. 
مردم ولسوالی دشت قلعه بیشتر زمان‌ها به شناگری و آب بازی در آمودریا و دریای کوکچه می‌روند. این دریاها از لحاظ ماهی گیری از اهمیت خوبی برخودار می‌باشند.

## جای‌های تاریخی
آی خانم، یگانه جای تاریخی دشت قلعه می‌باشد که به حیث تفریحگاه از آن نیز استفاده می‌نمایند. آی خانم در زمان اسکندر مقدونی توسط خود اسکندر بنا گردید و مرکزیت یونان باختری و پایتخت یونان باختری شد؛ آی خانم تنها سازه باستانی بجا مانده از حکومت یونان باستان است که کاوشگران به قطع یقین می گویند که توسط خود اسکندر لمس شده است ولی اکنون این جای تاریخی به دلیل جنگ و عدم ترمیم و بازسازی ها و ملزومات حفاظتی مخروبه‌ای بیش نیست؛ با آنهم جای خوبی برای تفریح می‌باشد که همه ساله مردم این ولسوالی در فصل بهار به آنجا می‌روند.